# Jan van Heurne
Johannes Heurnius (Jan van Heurne; 4 de fevereiro de 1543 – Utrecht, 11 de agosto de 1601) foi um médico e filósofo natural holandês.

## Biografia
Ele nasceu em Utrecht, e estudou em Lovaina e Paris. Ele foi para a Universidade de Pádua para estudar tendo como professor o grande Girolamo Fabrizio (1537-1619),  e graduou-se em Medicina aí mesmo em 1566, tendo sido examinado por Petrus Ramus e Fabricius.
Ele escreveu sobre o Grande Cometa de 1577; nessa época ele era médico da cidade de Utrecht. Em 1581 ele se tornou professor de medicina da Universidade de Leiden. Ele já tinha boa reputação e amistosos contatos com eruditos humanistas; e foi indicado para o posto de Gerardus Bontius (1538-1588), um dos primeiros médicos da faculdade.
Ele foi pioneiro no ensino da medicina de cabeceira, e teve muito crédito pelos seus métodos. De Padua ele ensinou não apenas anatomia na tradição de Andreas Vesalius, mas demonstrações anatômicas e trabalhos clínicos práticos. Contudo, não está claro se a proposta feita em 1591 por Heurnius e Bontius de implementar o ensino prático nos modelos criados em Pádua foram aceitos oficialmente.  O médico Otto Heurnius era seu filho;  as idéias de Heurnius sobre os métodos de ensino foram completamente transmitidas por Otto Heurnius, Franciscus Sylvius, Govert Bidloo e Herman Boerhaave. Depois da morte do seu pai, Otto reuniu as suas aulas, e publicou sob o título Opera Omnia, abrangendo medicina tanto na teoria como disciplina prática.